# هاوي دورو
هاوارد دوايين هاوي دورو (22 أغسطس 1973) هو مغني أمريكي، ممثل، كاتب أغاني، راقص ورجل أعمال ويعرف أنه عضو في فرقة باكستريت بويز .

## سيرته
ولد هاوي في أورلاندو، فلوريدا وهو صديق آي جي مكلين (عضو فرقة باكستريت بويز) قبل أن ينضما إلى الفرقة، أمه بولا فلوريس من بورتوريكو اشتهر هاوي في الميدان الفني عندما أسس فرقة الباكستريت بويز مع الأعضاء الآخرين.

## باكستريت بويز
باك ستريت بويز (بالإنجليزية: Backstreet Boys) فرقة موسيقى بوب تَمتّعتْ بنجاحِ هائلِ في النصف الأخير من التسعينياتِ وبداية الألفينات، وحازت 12 من أغانيها على المرتبة الأولى في الولايات المتّحدةَ ولمدة تفوق 40 أسبوعا، و في المملكة المتحدة حصلت 16 من أغانيهم على المركز الأول في سباق ترتيب الأغاني، كما أن المجموعة حازت على جوائز عديدة من أبرزها جائزة جرامي، وباعت أكثر من 120 مليون ألبومِ حول العالم، مما جعل الفريق صاحب الألبومات الأعلى مبيعات على مدى التاريخ.
كما أن البوم "Millenium" الذي أطلقته الفرقة سنة 1999 هو حامل لقب ثاني ألبومات البوب الأكثر مبيعا عبر التاريخ.

## الحياة الشخصية
في سنة 1999 توفيت أخت هاوي دي اثر مرض ذئبة حمامية، بعد وفاتها شارك هاوي تنضيم جمعيات لمحارية هذا المرض .
في 8 ديسمبر 2007 تزوج هاوي دورو حبيبته بعد فترة طويلة بعد أن أقاما زفافا كاثوليكيا ,أول ابن لهاوي هو جيمس هوك دورو، ولد في سنة 2009 وفي أغسطس 2012 أعلن هاوي عبر تويتر وعبر موقعه الرسمي أن سيرزق قريبا بولد جديد وكان هو ابنه الثاني الذي ولد في 16 فبراير 2013 .

## وصلات خارجية
- هاوي دورو على موقع IMDb (الإنجليزية)
- هاوي دورو على موقع روتن توميتوز (الإنجليزية)
- هاوي دورو على موقع ميوزك برينز (الإنجليزية)
- هاوي دورو على موقع إن إن دي بي (الإنجليزية)
- هاوي دورو على موقع أول ميوزيك (الإنجليزية)
- هاوي دورو على موقع ديسكوغز (الإنجليزية)
- هاوي دورو على موقع قاعدة بيانات الفيلم (الإنجليزية)